# Кубок Румунії з футболу 2003—2004
Кубок Румунії з футболу 2003—2004 — 66-й розіграш кубкового футбольного турніру в Румунії. Титул вдруге поспіль здобув Динамо (Бухарест).

## 1/16 фіналу
| Команда 1                    | Рахунок      | Команда 2                   |
| ---------------------------- | ------------ | --------------------------- |
| 30 вересня 2003              |              |                             |
| Газ Метан (2)                | 0:1          | Глорія (Бистриця)           |
| 1 жовтня 2003                |              |                             |
| Петролул (Болінтін-Вале) (3) | 0:3          | Арджеш                      |
| Отопень (3)                  | 3:3 пен. 4:3 | Фарул (Констанца)           |
| Інтер Газ (Бухарест) (2)     | 2:5          | Динамо (Бухарест)           |
| Дачія (Міовень) (2)          | 0:2          | Політехніка АЕК (Тімішоара) |
| Джиул (Петрошань) (2)        | 1:0          | Університатя (Крайова)      |
| Ламінорул (Роман) (2)        | 0:2          | Оцелул                      |
| Електрика (Констанца) (2)    | 1:0          | Бакеу                       |
| Петролул (Мойнешть) (2)      | 2:1          | Брашов                      |
| Пандурій (2)                 | 0:3          | Рапід (Бухарест)            |
| Кіміка (Тирневені) (3)       | 0:1          | Апулум (Алба-Юлія)          |
| Дунеря (Галац) (3)           | 0:2          | Петролул (Плоєшті)          |
| Кімія (Крайова) (4)          | 0:4          | Стяуа                       |
| Оашул (Негрешть) (2)         | 1:2          | Націонал (Бухарест)         |
| Трікотає (Інеу) (2)          | 2:1          | Чахлеул                     |
| 8 жовтня 2003                |              |                             |
| АКУ Арад (2)                 | 1:2          | Орадя                       |

## 1/8 фіналу
| Команда 1                   | Рахунок | Команда 2                 |
| --------------------------- | ------- | ------------------------- |
| 21 жовтня 2003              |         |                           |
| Орадя                       | 0:1     | Рапід (Бухарест)          |
| 22 жовтня 2003              |         |                           |
| Динамо (Бухарест)           | 5:1     | Отопень (3)               |
| Апулум (Алба-Юлія)          | 3:2 дч  | Джиул (Петрошань) (2)     |
| Націонал (Бухарест)         | 2:3 дч  | Оцелул                    |
| Глорія (Бистриця)           | 3:1     | Електрика (Констанца) (2) |
| Арджеш                      | 1:0     | Петролул (Мойнешть) (2)   |
| Петролул (Плоєшті)          | 2:1 дч  | Стяуа                     |
| Політехніка АЕК (Тімішоара) | 11:2    | Трікотає (Інеу) (2)       |

## 1/4 фіналу
| Команда 1                     | Заг. | Команда 2                   | 1-й матч | 2-й матч |
| ----------------------------- | ---- | --------------------------- | -------- | -------- |
| 3 грудня 2003/17 березня 2004 |      |                             |          |          |
| Глорія (Бистриця)             | 2:1  | Політехніка АЕК (Тімішоара) | 1:0      | 1:1 дч   |
| Динамо (Бухарест)             | 9:1  | Петролул (Плоєшті)          | 7:0      | 2:1      |
| Оцелул                        | 2:1  | Рапід (Бухарест)            | 2:0      | 0:1      |
| Арджеш                        | 5:0  | Апулум (Алба-Юлія)          | 4:0      | 1:0      |

## 1/2 фіналу
| Команда 1         | Заг. | Команда 2         | 1-й матч | 2-й матч |
| ----------------- | ---- | ----------------- | -------- | -------- |
| 7/21 квітня 2004  |      |                   |          |          |
| Глорія (Бистриця) | 0:5  | Оцелул            | 0:1      | 0:4      |
| Арджеш            | 1:2  | Динамо (Бухарест) | 1:0      | 0:2      |

## Фінал
| 6 червня 2004 |

| Динамо (Бухарест)         | 2:0      | Оцелул |
| ------------------------- | -------- | ------ |
| Мунтяну 66' Нікулеску 77' | Протокол |        |

| Котрокені, Бухарест Глядачів: 10 000 Арбітр: Крістіан Балай |